# خرس قهوه‌ای کامچاتکا
خرس قهوه‌ای کامچاتکا (نام علمی: Ursus arctos beringianus) نام یک زیرگونه از گونه خرس قهوه‌ای است.